# Gato Barbieri
Gato Barbieri, nascido Leandro José Barbieri (Rosário, 28 de Novembro de 1932 - Nova York, 2 de abril de 2016) foi um saxofonista tenor de jazz, argentino.
Inicialmente influenciado pelo free jazz, nos anos 1960, Barbieri evoluiu para o jazz latino, na década seguinte. Afetado por problemas de saúde e pela morte de sua mulher, Michelle, o músico permaneceu praticamente inativo ao longo de quase toda a década de  1990. Retornou em 1997, tocando  no Playboy Jazz Festival de Los Angeles e gravando, desde então, alguns discos. No final de sua vida, menos activo, Barbieri passou a compor e tocar smooth jazz. 
Em 1973	, recebeu um Grammy  de melhor composição instrumental, pela banda sonora do filme O Último Tango em Paris, de Bernardo Bertolucci. Em 2015, recebeu o Grammy Latino de Excelência Musical.
Gato Barbieri morreu de pneumonia em um hospital de Nova York, depois de passar por uma cirurgia para a remoção de um trombo, segundo informou sua esposa, Laura Barbieri.

## Discografia (incompleta)
- Menorama (private pressing, 1960)
- Gato Barbieri & Don Cherry (1965)
- Togetherness (Don Cherry (jazz), 1965)
- Complete Communion (Don Cherry (jazz), 1966)
- Symphony for Improvisers (Don Cherry (jazz), 1966)
- Hamba Khale (with Dollar Brand, 1968)
- Orgasm (Alan Shorter, 1968)
- Communications (jazz álbum) with the Jazz Composer's Orchestra, (1968)
- Under fire (1969)
- The Third World (1969)
- Liberation Music Orchestra (álbum) (Charlie Haden, 1969)
- El Pampero (1971)
- Fenix (1971)
- Last Tango in Paris (1972)
- Bolivia (1973)
- Chapter One: Latin America (1973)
- Chapter Two: Hasta siempre (1973)
- Chapter Three: Viva Emiliano Zapata (1974)
- Chapter Four: Alive in New York (1975)
- Caliente (1976)
- I Grandi del Jazz (1976)
- Ruby Ruby (1977)
- Apasionado (1982)
- Qué Pasa (1997)
- Che Corazón (1999)
- The Shadow of The Cat (2002)